# Montsec de Tost
El Montsec de Tost és una serra situada entre els municipis de la Vansa i Fórnols i de Ribera d'Urgellet a la comarca de l'Alt Urgell, amb una elevació màxima de 1.686 metres.